# Зельвеян, Парунак Арутюнович
Парунак Арутюнович Зельвеян (арм. Պարունակ Հարությունի Զելվեյան) (род. 26 сентября 1966, Ереван) ― советский и армянский учёный, врач-кардиолог, специалист в области  артериальной гипертензии и апноэ во сне.

## Биография
Парунак Арутюнович Зельвеян родился 26 сентября 1966 года в Ереване, Армянская ССР, СССР.
Окончил Ереванский государственный медицинский институт имени Мхитара Гераци. Учился в аспирантуре в Москве в Институте клинической кардиологии АМН СССР имени Мясникова, после окончания которого остался работать в этом же институте научным сотрудником лаборатории гипертонии. Позже он вернулся в Армению, где в 2002 году основал общественную организацию «Ассоциация молодых врачей», которая вскоре была переименована в Армянскую медицинскую ассоциацию. Был избран президентом Армянской медицинской ассоциации в том же году.
Под непосредственным руководством Парунака Зельвеяна в 2004 году в Ереване было успешно проведено беспрецедентное трехкомпонентное исследование, целью которого было дать полное эпидемиологическое описание гипертонии в столице Армении, данное исследование было впервые проведено по международным стандартам. Результаты этих исследований помогло разработать государственную программу Армении по борьбе с этой широко распространенной патологией.
В 2005 году назначен заместителем директора по науке НИИ кардиологии имени Л. А. Оганесяна, позже стал заведующим отделением профилактической кардиологии этого института (с 2007).
В 2007 году стал Главным кардиологом города Ереван. В том же году избран секретарём Армянской ассоциации кардиологов.
В 2012 году Парунак Зельвеян был назначен директором Национального института здоровья Республики Армения.